# Eshmun
Eshmun (por vezes Esmun) era um deus fenício da cura, divindade tutelar de Sidom.
Era conhecido desde pelo menos a Idade do Ferro na região de Sidom, e também foi cultuado em Tiro, Beirute, Chipre, Sardenha e Cartago, onde um sítio ocupado anteriormente por um templo do deus atualmente está ocupado pela capela de São Luís.
De acordo com Eusébio de Cesareia, o autor fenício Sanconíaton escreveu que Sydyk, 'o Justo', teria primeiro sido pai de sete filhos, que eram considerados equivalentes aos cabiros ou os dióscuros gregos (sem revelar o nome da mãe), e posteriormente teria sido pai de oito filhos, com uma das sete titânides ou artêmides (ver Kotharat). O nome Eshmun poderia significar 'o Oitavo'.
Segundo o neoplatonista Damáscio:

O Asclépio de Beirute não é nem grego nem egípcio, mas sim uma divindade nativa fenícia. Pois de Sadyk vieram filhos que foram interpretados como sendo os dióscuros ou cabiros; e além desses teria nascido um oitavo filho, Esmunus, que é interpretado como sendo Asclépio.

Fócio (Biblioteca Codex 242), cita outro trecho de Damáscio em que ele descreve Asclépio de Beirute como um jovem que gostava de caçar. Certa vez ele teria sido visto pela deusa Astronoé (tido por alguns estudiosos como uma versão de Astarte) que lhe perseguiu de tal maneira com suas investidas amorosas que, por puro desespero, o jovem teria castrado a si mesmo, morrendo. Astronoé então deu ao rapaz o nome de Peão 'Curador', revivendo-o através do calor de seu corpo, e transformando-o num deus. Até hoje existe uma vila próxima a Beirute chamada Qabr Shmoun, "Sepultura de Eshmoun".
Uma inscrição em três idiomas do século II a.C. encontrada na Sardenha também identifica Eshmun com o deus grego Asclépio e o romano Esculápio.
Pausânias cita um sidônio segundo o qual os fenícios alegariam que Apolo era o pai de Asclépio, como os gregos, porém ao contrário destes não acreditavam que uma mortal fosse a mãe do deus. O sidônio então teria prosseguido sua narrativa com uma alegoria, que explicava que Apolo representava o Sol, cujo trajeto fornece ao ar sua saúde, representada por Asclépio. Esta alegoria parece ser uma invenção posterior. Apolo também costumava ser equiparado ao deus das pragas, Rexefe. Esta poderia ser uma variação do mito dos pais de Eshmun, ou o próprio Apolo poderia estar sendo igualado a Sadyk, ou mesmo Sadyk com Rexefe.
O nome Astresmunim ("erva de Eshmun") foi dado por Dioscórides ao solanum, que, acreditava-se, tinha propriedades medicinais.
O Templo de Eshmun encontra-se a um quilômetro de Sidom, nas margens do rio Bostreno (atual Awali). Começou a ser construído no fim do século VI a.C., durante o reinado de Esmunazar II, e ampliações posteriores foram feitas durante o período romano. Foi escavado por Maurice Dunand entre 1963 e 1978. Diversas oferendas votivas foram encontradas, com a forma de pessoas curadas pelo deus, especialmente bebês e crianças jovens.
Também próximo ao templo de Sidom foi encontrada uma placa de ouro com Eshmun e a deusa Higia ("Saúde"), que mostra Eshmun empunhando um bastão em sua mão direita (ver bordão de Asclépio), em torno do qual uma serpente está enrolada. Uma moeda do século III d.C. de Beirute mostra Eshmun entre duas serpentes.
Beterrã, uma aldeia no Líbano atual, possui um templo subterrâneo antiquíssimo chamado Esmunite, formado por oito recintos (um grande e sete pequenos) esculpidos na rocha, e que podem ser acessados a partir de escadas. Acredita-se que este possa ter sido um templo para a esposa de Eshmun.[carece de fontes?]